# پوکاتلو (آیداهو)
پوکاتلو (به انگلیسی: Pocatello) شهری در شهرستان بانوک ایالت آیداهو است که جمعیت آن در سرشماری سال ۲۰۱۰ میلادی ۵۴٬۲۵۵ نفر بوده‌است.